# Helladia diademata
Helladia diademata är en skalbaggsart som först beskrevs av Franz Faldermann 1837.  Helladia diademata ingår i släktet Helladia och familjen långhorningar.
Artens utbredningsområde är Iran. Inga underarter finns listade i Catalogue of Life.